# Heraclia kirbyi
Heraclia kirbyi är en fjärilsart som beskrevs av Holland 1897. Heraclia kirbyi ingår i släktet Heraclia och familjen nattflyn. Inga underarter finns listade i Catalogue of Life.